# Zenit-1 (człon rakiety)
Zenit-1 – człon rakiet Energia i Zenit, wykorzystywał jako silnik jednostkę RD-170 oraz jego pochodną RD-171.